# Presidente del Parlamento fiammingo

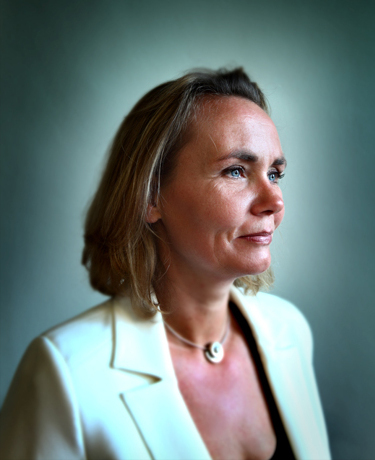
Liesbeth Homans, presidente dal 2 ottobre 2019

Il presidente del Parlamento fiammingo (in olandese: Voorzitter van het Vlaams Parlement) è il capo del Parlamento fiammingo, che è il legislatore delle Fiandre (Belgio). Il presidente è eletto all'inizio di ogni anno parlamentare, il quarto lunedì di settembre. Il presidente presiede le sessioni plenarie del Parlamento fiammingo e agisce come suo rappresentante ufficiale e determina se una certa iniziativa è ammissibile e quindi può essere presentata al parlamento. I Ministri fiamminghi prestano giuramento davanti al presidente del parlamento fiammingo. Solo il capo del governo fiammingo, il ministro presidente delle Fiandre, fa giuramento davanti al re. Il presidente presiede inoltre l'Ufficio di presidenza e l'Ufficio ampliato del Parlamento fiammingo ed  è assistito da quattro vice-presidenti.

## Lista dei presidenti del Parlamento fiammingo
| N°. | N°. | Nome                  | Inizio           | Fine             | Partito                                       |
| --- | --- | --------------------- | ---------------- | ---------------- | --------------------------------------------- |
|     | 1.  | Robert Vandekerckhove | 7 dicembre 1971  | 9 maggio 1974    | Partito Popolare Cristiano                    |
|     | 2.  | Jan Bascour           | 9 maggio 1974    | 14 giugno 1977   | Partito della Libertà e del Progresso         |
|     | 3.  | Maurits Coppieters    | 14 giugno 1977   | 24 aprile 1979   | Unione Popolare                               |
|     | 4.  | Henri Boel            | 24 aprile 1979   | 22 dicembre 1981 | Partito Socialista Belga / Partito Socialista |
|     | 5.  | Jean Pede             | 22 dicembre 1981 | 3 dicembre 1985  | Partito della Libertà e del Progresso         |
|     | 6.  | Frans Grootjans       | 3 dicembre 1985  | 13 dicembre 1987 | Partito della Libertà e del Progresso         |
|     | 7.  | Jean Pede             | 2 febbraio 1988  | 18 ottobre 1988  | Partito della Libertà e del Progresso         |
|     | 8.  | Louis Vanvelthoven    | 18 ottobre 1988  | 13 gennaio 1994  | Partito Socialista                            |
|     | 9.  | Eddy Baldewijns       | 13 gennaio 1994  | 13 giugno 1995   | Partito Socialista                            |
|     | 10. | Norbert De Batselier  | 13 giugno 1995   | 12 luglio 2006   | Partito Socialista Differente                 |
|     | 11. | Marleen Vanderpoorten | 13 luglio 2006   | 13 luglio 2009   | Liberali e Democratici Fiamminghi Aperti      |
|     | 12. | Jan Peumans           | 13 luglio 2009   | 26 maggio 2019   | Nuova Alleanza Fiamminga                      |
|     | 13. | Kris Van Dijck        | 18 giugno 2019   | 11 luglio 2019   | Nuova Alleanza Fiamminga                      |
|     | 14. | Wilfried Vandaele     | 13 luglio 2019   | 2 ottobre 2019   | Nuova Alleanza Fiamminga                      |
|     | 15. | Liesbeth Homans       | 2 ottobre 2019   | in carica        | Nuova Alleanza Fiamminga                      |